# Fente de Marfan
Pour les articles homonymes, voir Marfan et Hiatus.
La fente de Marfan (ou hiatus rétro-xiphoïdien) est un orifice médian avasculaire, rétro-sternal, entre les faisceaux sternaux du diaphragme.